# Advanced Extremely High Frequency
L’Advanced Extremely High Frequency (AEHF) est une constellation de satellites de télécommunications militaires exploitée à l'origine par le Air Force Space Command puis depuis 2020 par son successeur, la United States Space Force. Ils servent à relayer des communications sécurisées des Forces armées des États-Unis pour répondre à la fois à des besoins tactiques et stratégiques durant des conflits y compris en cas de guerre nucléaire. Le segment spatial opérationnel repose sur la présence de six satellites en orbite géostationnaire couvrant l'ensemble du globe. Ces satellites de plus de six tonnes au lancement disposent de systèmes de communication à très haut débit (SHF  et EHF). La constellation AEHF, qui remplace la série des Milstar, a commencé à être déployée en 2010 et assure une couverture complète depuis 2018 grâce au lancement d'un quatrième satellite. Le dernier de ces satellites, d'une durée de vie de quinze ans, a été lancé en mars 2020. La série doit être progressivement remplacée par les satellites ESS dont le premier prototype devrait être placé en orbite vers 2025.

## Historique
Il était prévu à l'origine de remplacer le système de communications spatiales Milstar par les satellites AEHF au début des années 2000, une constellation de trois ou quatre satellites, qui devait être ensuite remplacée par un système plus avancé, le Transformational Satellite Communications System (en). À la suite de l'abandon de ce dernier programme en avril 2009, le système AEHF a été redimensionné et le nombre de satellites  en orbite géostationnaire porté à six, le sixième étant commandé en 2012.  Des accords  passés avec les Forces armées britanniques,  canadiennes et néerlandaises permettent à celles-ci d'utiliser le système AEHF.

## Caractéristiques techniques

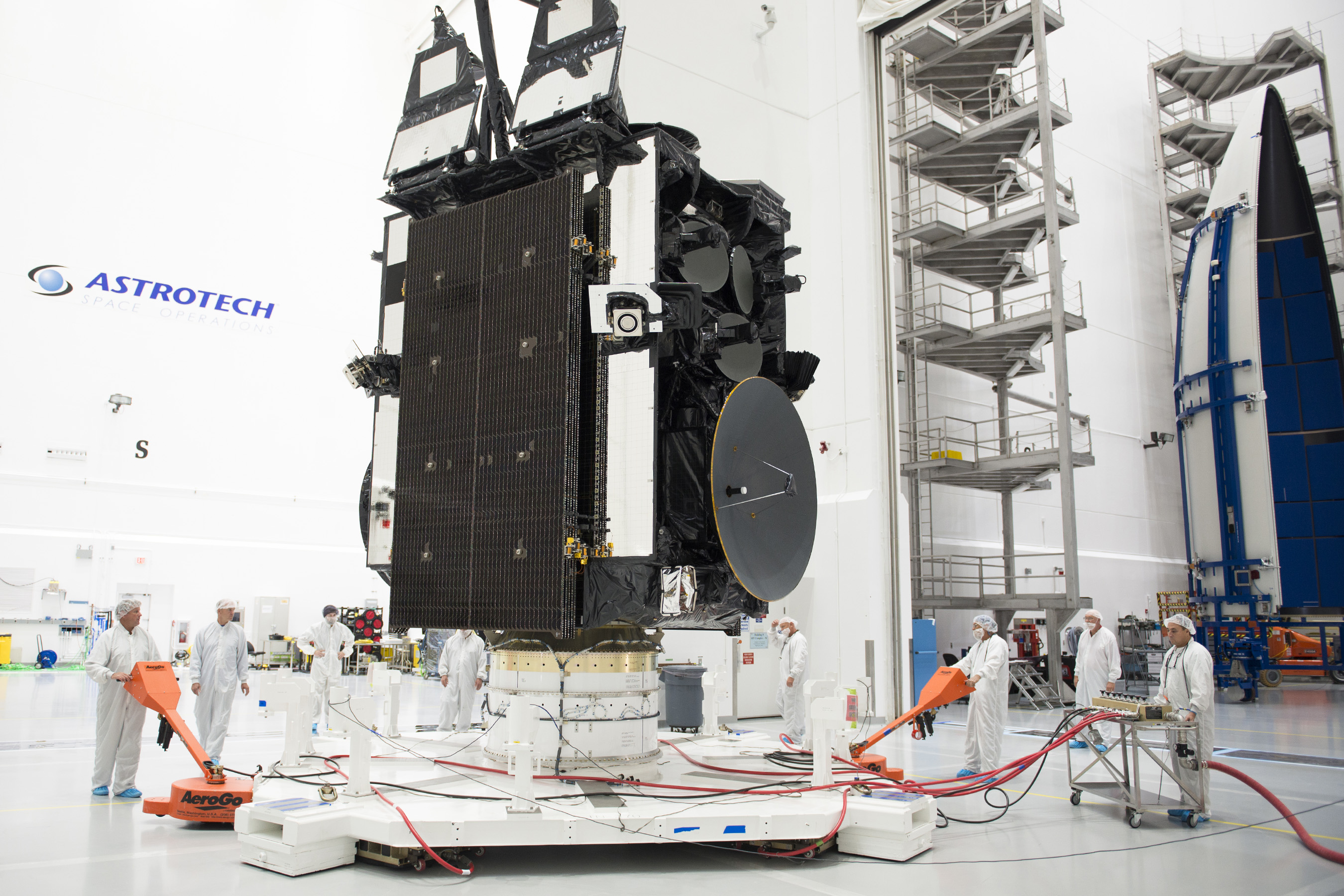
Le AEHF-4 lors de son encapsulation.

L'AEHF est un satellite de télécommunications stabilisé 3 axes de grande taille et d'une masse de 6 168 kilogrammes qui est placé sur une orbite géostationnaire. Il est construit par Lockheed, qui est un des deux principaux constructeurs de satellites militaires américains. Sa durée de vie est de 15 ans. L'énergie est fournie par deux ensembles de 5 panneaux solaires déployés en orbite. La propulsion repose sur un système mixte. Le propulseur principal est un moteur-fusée à ergols liquides de type BT-4 fourni par la société japonaise IHI. Il est utilisé pour les principales manœuvres orbitales y compris la mise à pose en orbite géostationnaire. D'une masse à sec de 4 kilogrammes il fournit une poussée de 450 newtons et brule un mélange d'UDMH et de peroxyde d'azote. Le satellite dispose également d'un propulseur à effet Hall de 4,5 kW qui fournit une poussée de 0,27 newton et est réalisé par Aerojet. Pour le contrôle d'attitude le satellite dispose de 12 moteurs-fusées brulant de l'hydrazine et ayant une poussée unitaire de 22 newtons. 
La charge utile comprend :
- 2 antennes à balayage électronique  émettant en supra-haute fréquence (SHF) utilisées pour les liaisons descendantes
- 2 antennes utilisées pour les communications inter-satellites
- Une antenne réseau à commande de phase émettant en extrêmement haute fréquence (EHF) utilisées pour la liaison montante
- 6 antennes paraboliques orientables pour les liaisons descendantes et montantes
- Une antenne cornet.

## Déploiement
Le premier satellite, lancé en 2010, atteint son orbite d'exploitation après un an de retard dû à des défauts de construction. La constellation devient complètement opérationnelle avec le lancement du quatrième satellite en 2018. Le sixième et dernier exemplaire est placé en orbite le 26 mars 2020. C'est le premier lancement d'un satellite par la United States Space Force.
Tous les satellites sont placés en orbite par une fusée Atlas V de type 531 pour les trois premiers exemplaires et de type 551 pour les suivants.
| Satellite | Date de lancement | Autres désignations | Lanceur     | Base de lancement | Identifiant COSPAR | Commentaire                     |
| --------- | ----------------- | ------------------- | ----------- | ----------------- | ------------------ | ------------------------------- |
| AEHF 1    | 14 aout 2010      | USA 214             | Atlas V 531 | Cape Canaveral    | 2010-039A          |                                 |
| AEHF 2    | 4 mai 2012        | USA 235             | Atlas V 531 | Cape Canaveral    | 2012-019A          |                                 |
| AEHF 3    | 18 septembre 2013 | USA 246             | Atlas V 531 | Cape Canaveral    | 2013-050A          |                                 |
| AEHF 4    | 17 octobre 2018   | USA 288             | Atlas V 551 | Cape Canaveral    | 2018-079A          |                                 |
| AEHF 5    | 8 août 2019       | USA 292             | Atlas V 551 | Cape Canaveral    | 2019-051A          |                                 |
| AEHF 6    | 26 mars 2020      | USA 298             | Atlas V 551 | Cape Canaveral    | 2020-022B          | Dernier exemplaire de la série. |

## Remplaçant: la série des ESS
Le Space Systems Command (en), composant de la United States Space Force responsable du développement, de l'acquisition, du déploiement et du soutien des systèmes spatiaux militaires, a lancé en 2020 le développement des satellites ESS qui doivent commencer à remplacer la série des AEHF à compter de 2025. Alors que la production des AEHF était complètement confiée à Northrop Grumman, l'armée américaine a décidé de passer commande de prototypes auprès de trois constructeurs (Boeing, Northrop Grumman et Lockheed Martin) qui devront être lancés d'ici 2025 avant de sélectionner l'industriel gagnant. Pour construire ces prototypes, 298 millions US$ ont été alloués à chacun des postulants en septembre/octobre 2020.